# Championnat d'Océanie de football des moins de 19 ans

Ancien logo

Le Championnat d'Océanie de football des moins de 19 ans est une compétition de football, créée en 1974, qui oppose les meilleures sélections nationales juniors d'Océanie (équipes des moins de 19 ans).
Le tournoi est organisé par la Confédération d'Océanie de football tous les deux ans. Le pays organisateur est qualifié d'office pour la phase finale. Depuis 1985, le vainqueur du tournoi est directement qualifié pour la Coupe du monde des moins de 20 ans l'année suivante. En 2017, c'est une deuxième place qui est attribuée à la confédération océanienne, ce qui permet ainsi au finaliste du championnat d'Océanie de se qualifier pour la Coupe du monde.

## Palmarès
| Année | Organisateur                 | Vainqueur                                    | Finaliste                                    | Résultat                                     |
| ----- | ---------------------------- | -------------------------------------------- | -------------------------------------------- | -------------------------------------------- |
| 1974  | Tahiti                       | Tahiti                                       | Nouvelle-Zélande                             | poule                                        |
| 1978  | Nouvelle-Zélande             | Australie                                    | Fidji                                        | poule                                        |
| 1980  | Fidji                        | Nouvelle-Zélande                             | Australie                                    | 2 - 0                                        |
| 1982  | Papouasie-Nouvelle-Guinée    | Australie                                    | Nouvelle-Zélande                             | 4 - 3                                        |
| 1985  | Australie                    | Australie                                    | Israël                                       | poule                                        |
| 1986  | Nouvelle-Zélande             | Australie                                    | Israël                                       | poule                                        |
| 1988  | Fidji                        | Australie                                    | Nouvelle-Zélande                             | 1 - 0                                        |
| 1990  | Fidji                        | Australie                                    | Nouvelle-Zélande                             | poule                                        |
| 1992  | Tahiti                       | Nouvelle-Zélande                             | Tahiti                                       | poule                                        |
| 1994  | Fidji                        | Australie                                    | Nouvelle-Zélande                             | 1 - 0                                        |
| 1997  | Tahiti                       | Australie                                    | Nouvelle-Zélande                             | 2 - 1                                        |
| 1998  | Samoa                        | Australie                                    | Fidji                                        | 2 - 0                                        |
| 2001  | Nouvelle-Calédonie/Îles Cook | Australie                                    | Nouvelle-Zélande                             | 1 - 2 3 - 1                                  |
| 2002  | Vanuatu/Fidji                | Australie                                    | Fidji                                        | 11 - 0 4 - 0                                 |
| 2005  | Îles Salomon                 | Australie                                    | Îles Salomon                                 | 3 - 0                                        |
| 2007  | Nouvelle-Zélande             | Nouvelle-Zélande                             | Fidji                                        | poule                                        |
| 2008  | Tahiti                       | Tahiti                                       | Nouvelle-Calédonie                           | poule                                        |
| 2011  | Nouvelle-Zélande             | Nouvelle-Zélande                             | Îles Salomon                                 | 3 - 1                                        |
| 2013  | Fidji                        | Nouvelle-Zélande                             | Fidji                                        | poule                                        |
| 2014  | Fidji                        | Fidji                                        | Vanuatu                                      | poule                                        |
| 2016  | Vanuatu                      | Nouvelle-Zélande                             | Vanuatu                                      | 5 - 0                                        |
| 2018  | Tahiti                       | Nouvelle-Zélande                             | Tahiti                                       | 1 - 0                                        |
| 2021  | Samoa                        | Annulée en raison de la pandémie de Covid-19 | Annulée en raison de la pandémie de Covid-19 | Annulée en raison de la pandémie de Covid-19 |
| 2022  | Tahiti                       | Nouvelle-Zélande                             | Fidji                                        | 3 - 0                                        |
| 2024  | Vanuatu/Samoa                | Nouvelle-Zélande                             | Nouvelle-Calédonie                           | 4 - 0                                        |

## Bilan par pays
| Pays               | Victoires | Finales | Années                                                                 |
| ------------------ | --------- | ------- | ---------------------------------------------------------------------- |
| Australie          | 12        | 1       | 1978, 1982, 1985, 1987, 1988, 1990, 1994, 1996, 1998, 2001, 2003, 2005 |
| Nouvelle-Zélande   | 9         | 7       | 1980, 1992, 2007, 2011, 2013, 2016, 2018, 2022, 2024                   |
| Tahiti             | 2         | 2       | 1974, 2008                                                             |
| Fidji              | 1         | 6       | 2014                                                                   |
| Îles Salomon       | 0         | 2       |                                                                        |
| Vanuatu            | 0         | 2       |                                                                        |
| Israël             | 0         | 2       |                                                                        |
| Nouvelle-Calédonie | 0         | 2       |                                                                        |

## Performances en Coupe du monde
Le tableau suivant résume la performance des équipes océaniennes engagées en Coupe du monde des moins de 20 ans : 
| Team               | 1977 | 1979 | 1981 | 1983 | 1985 | 1987 | 1989 | 1991 | 1993 | 1995 | 1997 | 1999 | 2001 | 2003 | 2005 | 2007                                 | 2009                                 | 2011                                 | 2013                                 | 2015                                 | 2017                                 | 2019                                 | 2021                                 | 2023                                 | 2025                                 | Total |
| ------------------ | ---- | ---- | ---- | ---- | ---- | ---- | ---- | ---- | ---- | ---- | ---- | ---- | ---- | ---- | ---- | ------------------------------------ | ------------------------------------ | ------------------------------------ | ------------------------------------ | ------------------------------------ | ------------------------------------ | ------------------------------------ | ------------------------------------ | ------------------------------------ | ------------------------------------ | ----- |
| Australie          |      |      | 1/4  | 1T   | 1T   | 1T   |      | 4e   | 4e   | 1/4  | 1/8  | 1T   | 1/8  | 1T   | 1T   | Membre de la confédération asiatique | Membre de la confédération asiatique | Membre de la confédération asiatique | Membre de la confédération asiatique | Membre de la confédération asiatique | Membre de la confédération asiatique | Membre de la confédération asiatique | Membre de la confédération asiatique | Membre de la confédération asiatique | Membre de la confédération asiatique | 12    |
| Nouvelle-Zélande   |      |      |      |      |      |      |      |      |      |      |      |      |      |      |      | 1T                                   |                                      | 1T                                   | 1T                                   | 1/8                                  | 1/8                                  | 1/8                                  | X                                    | 1/8                                  | Q                                    | 8     |
| Tahiti             |      |      |      |      |      |      |      |      |      |      |      |      |      |      |      |                                      | 1T                                   |                                      |                                      |                                      |                                      | 1T                                   | X                                    |                                      |                                      | 2     |
| Fidji              |      |      |      |      |      |      |      |      |      |      |      |      |      |      |      |                                      |                                      |                                      |                                      | 1T                                   |                                      |                                      | X                                    | 1T                                   |                                      | 2     |
| Vanuatu            |      |      |      |      |      |      |      |      |      |      |      |      |      |      |      |                                      |                                      |                                      |                                      |                                      | 1T                                   |                                      | X                                    |                                      |                                      | 1     |
| Nouvelle-Calédonie |      |      |      |      |      |      |      |      |      |      |      |      |      |      |      |                                      |                                      |                                      |                                      |                                      |                                      |                                      |                                      |                                      | Q                                    | 1     |

Depuis 2017 les deux équipes en finale sont directement qualifiées pour la Coupe du monde de football des moins de 20 ans auparavant seulement le Vainqueur du championnat d’océanie de football des mois de 20 ans.